# Schweizerische Normen-Vereinigung
Die Schweizerische Normen-Vereinigung (abgekürzt SNV, französisch Association Suisse de Normalisation, englisch Swiss Association for Standardization) ist die nationale Normenorganisation der Schweiz mit Sitz in Winterthur.
Sie ist verantwortlich für die Schweizer Normen; von der SNV ausgegebene Normen sind mit dem Kürzel SN gekennzeichnet.
Die SNV ist Vollmitglied der Internationalen Organisation für Normung (ISO) und des Europäischen Komitees für Normung (CEN). Dadurch stellt die SNV die internationale Zusammenarbeit in der Normung sicher.
Diese Institution ist die Schweizer Entsprechung des österreichischen Austrian Standards International (ASI), vormals Österreichisches Normungsinstitut, das die ÖNORMen herausgibt; ferner ist sie mit dem Deutschen Institut für Normung (DIN) vergleichbar.
Stand 2019 sind über 680 Unternehmen und Institutionen Mitglied in der SNV, und von den fast 16.800 SNV-Normen waren mehr als 15.000 nationale Übernahmen von Europäischen Normen (EN).